# Barleria ovata
Barleria ovata là một loài thực vật có hoa trong họ Ô rô. Loài này được E.Mey. ex Nees mô tả khoa học đầu tiên năm 1847.